# Bunești-Averești
Bunești-Averești is een Roemeense gemeente in het district Vaslui.
Bunești-Averești telt 2863 inwoners.